# Kyrkberget (naturreservat, Rättviks kommun)
Kyrkberget är ett naturreservat belägen på toppen och östra sidan av berget med detta namn i Rättviks kommun i Dalarnas län.
Området är naturskyddat sedan 2017 och är 75 hektar stort. Reservatet består av tallskog, fuktiga stråk med gran och även en blandning av de dessa med inslag av lövträd.